# Віллі Вотсон
Вільям Вотсон (англ. William Watson; 7 березня 1920 — 24 квітня 2004, Йоганнесбург) — англійський футболіст, що грав на позиції півзахисника, зокрема, за клуб «Сандерленд», а також національну збірну Англії. По завершенні ігрової кар'єри — футбольний тренер і професійний гравець в крикет.

## Футбольна кар'єра
Народився 7 березня 1920 року. Вихованець футбольної школи клубу «Гаддерсфілд Таун». Дорослу футбольну кар'єру розпочав 1938 року в основній команді того ж клубу, в якій провів один сезон, взявши участь в 11 матчах чемпіонату.
Своєю грою за цю команду привернув увагу представників тренерського штабу клубу «Сандерленд», до складу якого приєднався 1946 року. Відіграв за клуб з Сандерленда наступні вісім сезонів своєї ігрової кар'єри. Більшість часу, проведеного у складі «Сандерленда», був основним гравцем команди.
Завершив професійну ігрову кар'єру у клубі «Галіфакс Таун», за команду якого виступав протягом 1954—1956 років.
| Дата       | Місто      | Господарі | Результат | Гості     | Турнір             | Голи | Примітки |
| ---------- | ---------- | --------- | --------- | --------- | ------------------ | ---- | -------- |
| 16-11-1949 | Манчестер  | Англія    | 9 – 2     | Ірландія  | Відбір до ЧС 1950  | -    |          |
| 30-11-1949 | Лондон     | Англія    | 2 – 0     | Італія    | товариський матч   | -    |          |
| 15-11-1950 | Сандерленд | Англія    | 4 – 2     | Уельс     | Домашній чемпіонат | -    |          |
| 22-11-1950 | Лондон     | Англія    | 2 – 2     | Югославія | товариський матч   | -    |          |
| Усього     |            | Матчів    | 4         |           | Голів              | 0    |          |

## Кар'єра тренера
Розпочав тренерську кар'єру, ще продовжуючи грати на полі, 1954 року, очоливши тренерський штаб клубу «Галіфакс Таун».
Протягом тренерської кар'єри також очолював «Бредфорд Сіті», який став його останнім місцем тренерської роботи. Головним тренером команди з Західного Йоркшира Віллі Вотсон був з 1966 по 1968 рік.

## Крикет
Після завершення кар'єри футболіста Вотсон став досить відомим гравцем в крикет. У 1954 році він був визнаний одним з п'яти гравців року за версією «Wisden Cricketers 'Almanack».
Помер 24 квітня 2004 року на 85-му році життя у місті Йоганнесбург.